# UFC 225
UFC 225: Whittaker vs. Romero 2 foi um evento de artes marciais mistas produzido pelo Ultimate Fighting Championship que foi realizado em 9 de junho de 2018 no United Center em Chicago, Illinois.

## Card oficial
Nota 1 Pelo Cinturão Peso-Médio do UFC (Yoel Romero não bateu o peso sa categoria).

Nota 2 Pelo Cinturão Meio Médio Interino do UFC.

## Bônus da Noite
Os lutadores receberam US$50 000 de bônus:
- Luta da Noite (US$100.000):  Robert Whittaker (Yoel Romero não ganhou nenhum bônus por não bater o peso).
- Performance da Noite:  Curtis Blaydes e  Charles Oliveira